# Lonchura vana
Il cappuccino degli Arfak (Lonchura vana Hartert, 1930) è un uccello passeriforme appartenente alla famiglia degli estrildidi.

## Descrizione

### Dimensioni
Misura circa 10 cm di lunghezza, coda compresa.

### Aspetto
Si tratta di un uccello dall'aspetto robusto e dal forte becco, tozzo e di forma conica.

Il piumaggio è bruno su dorso e ali, mentre ventralmente esso assume tonalità arancio: il codione è giallo, mentre la coda è nera. Sulla testa è presente il caratteristico cappuccio, che in questa specie è di colore bianco-grigiastro, che sfuma nel grigio su nuca e petto. Il becco è di colore plumbeo, gli occhi sono di colore bruno scuro, le zampe sono carnicino-grigiastre.

## Biologia
Si tratta di uccelli che vivono in coppie od in piccoli gruppi familiari, passando la maggior parte del tempo al suolo alla ricerca di cibo.

### Alimentazione
Come le altre specie di munie, anche il cappuccino degli Arfak è un uccello essenzialmente granivoro, che grazie al forte becco è in grado di frantumare l'involucro dei piccoli semi di graminacee di cui si nutre, privilegiando quelli ancora immaturi o quelli appena germogliati. Questi uccelli inoltre si cibano anche di altro materiale di origine vegetale, come frutti, bacche e germogli, così come di piccoli insetti, sebbene piuttosto sporadicamente.

### Riproduzione
Si conosce molto poco delle abitudini riproduttive di questa specie: tuttavia, si ha motivo di ritenere che esse non differiscano significativamente nelle modalità e nella tempistica da quelle delle altre specie del genere Lonchura.

## Distribuzione e habitat
Questa specie è endemica della penisola di Doberai, in Papua Occidentale, dove colonizza le aree pedemontane fino a circa 2100 m di quota (monti Tamrau e monti Arfak, da cui il nome comune della specie) con presenza di spiazzi erbosi ed aree umide.

## Conservazione
La scarsa estensione dell'areale abitato da questa specie (sebbene si pensi che questi uccelli possano abitare anche altre aree circostanti ancora poco esplorate), unita alla deforestazione allo scopo di ottenere aree coltivabili (che tuttavia questa specie può colonizzare senza grossi problemi), hanno fatto sì che il cappuccino degli Arfak venga classificato dalla IUCN come specie vulnerabile.